# Chúa Ruồi
Chúa Ruồi (tựa gốc tiếng Anh: Lord of the Flies) là một cuốn tiểu thuyết đầu tay năm 1954 của tác giả người Anh đoạt giải Nobel William Golding. Cuốn sách nói về một nhóm các cậu bé người Anh bị mắc kẹt trên một hòn đảo hoang và nỗ lực thống trị đầy tai hại của chúng. Bao gồm sự căng thẳng giữa tư duy tập thể và tính cá nhân, phản ứng giữa lý trí và cảm xúc, và giữa đạo đức và sự vô luân.
Cuốn tiểu thuyết nói chung đã được đón nhận. Nó có tên trong danh sách 100 cuốn tiểu thuyết hay nhất của Modern Library, đạt vị trí thứ 41 trong danh sách của biên tập viên và thứ 25 trong danh sách của độc giả. năm 2003, nó được liệt kê ở vị trí thứ 70 trong cuộc bình chọn The Big Read của BBC, và vào năm 2005 tạp chí Time đã vinh danh nó là 1 trong 100 tiểu thuyết tiếng Anh hay nhất từ năm 1923 đến năm 2005. Time cũng đưa cuốn tiểu thuyết vào danh sách 100 cuốn hay nhất. Sách dành cho giới trẻ mọi thời đại. Việc đọc sách phổ biến ở các trường học, đặc biệt là ở các nước nói tiếng Anh, một cuộc thăm dò ở Vương quốc Anh năm 2016 cho thấy Chúa Ruồi xếp thứ ba trong các cuốn sách được yêu thích nhất của quốc gia nhất là ở trường học.

## Tổng quát
Xuất bản năm 1954, Chúa Ruồi là cuốn tiểu thuyết đầu tiên của Golding. Ý tưởng này nảy sinh sau khi Golding đọc cuốn Đảo San hô: Câu chuyện về Thái Bình Dương (1857) của RM Ballantyne. Ông đánh giá rằng cuốn này không thực tế về hành vi những đứa trẻ bị mắc kẹt và cô lập trên đảo hoang và hỏi ý vợ ông, bà Ann, liệu sẽ là một ý tưởng hay nếu "tôi viết một cuốn sách về trẻ em trên một hòn đảo, những đứa trẻ cư xử theo cách trẻ em thực sự sẽ cư xử?" Do đó, cuốn tiểu thuyết có nhiều đề cập đến Đảo San hô, chẳng hạn như mô tả của sĩ quan hải quân cứu hộ về những nỗ lực ban đầu của các cậu bé trong việc hợp tác văn minh là "một màn trình diễn vui nhộn, giống như Đảo San hô". Ba nhân vật chính của Golding (Ralph, Piggy và Jack) cũng được cho là biếm họa về các nhân vật chính trong Đảo San hô của Ballantyne.
Bản thảo đã bị nhiều nhà xuất bản từ chối trước khi cuối cùng được chấp nhận bởi nhà xuất bản Faber & Faber có trụ sở tại London; trước đó "độc giả chuyên nghiệp" tại Faber đã nhận định nội dung cuốn sách này là "Tưởng tượng phi lý và không thú vị về vụ nổ bom nguyên tử trên các thuộc địa và một nhóm trẻ em mắc kẹt ở rừng rậm gần New Guinea. Rác rưởi và buồn tẻ. Vô nghĩa". Tuy nhiên, Charles Monteith quyết định đảm nhận bản thảo và làm việc với Golding để hoàn thành một số chỉnh sửa khá lớn, bao gồm việc xóa toàn bộ phần đầu tiên của cuốn tiểu thuyết, phần mô tả một cuộc di tản khỏi chiến tranh hạt nhân. Ngoài ra, nhân vật Simon đã bị Monteith chỉnh sửa lại rất nhiều, bao gồm cả việc loại bỏ việc cậu ta gặp gỡ một nhân vật đơn độc bí ẩn không xác định, ngụ ý là Chúa. Bản thân Monteith cũng lo lắng về những thay đổi này, hoàn thành các "đề xuất hiệu đính bản thảo" và cảnh báo chống lại việc "biến Simon thành một kẻ ta đây đạo đức". Cuối cùng, Golding thực hiện tất cả các chỉnh sửa được đề xuất của Monteith và viết trong lá thư cuối cùng gửi cho biên tập viên của mình rằng "Tôi đã đánh mất bất kỳ sự khách quan nào mà tôi từng có đối với cuốn tiểu thuyết này và khó có thể chịu đựng được khi nhìn vào nó." Những bản thảo và bản đánh máy này hiện có sẵn từ Kho lưu trữ Bộ sưu tập Đặc biệt tại thư viện Đại học Exeter để học tập và nghiên cứu thêm. Bộ sưu tập bao gồm bản gốc năm 1952 "Manuscript Notebook" (ban đầu là sổ ghi chép của Trường Bishop Wordsworth) chứa nhiều chỉnh sửa và gạch ngang.
Với những thay đổi của Monteith và mặc dù tốc độ bán ban đầu chậm (khoảng ba nghìn bản in đầu tiên bán chậm), cuốn sách nhanh chóng trở thành sách bán chạy nhất, với hơn mười triệu bản được bán ra vào năm 2015. Nó đã được chuyển thể thành phim hai lần bằng tiếng Anh, vào năm 1963 bởi Peter Brook và 1990 bởi Harry Hook, và một lần bằng tiếng Philippines của Lupita A. Concio (1975).
Cuốn sách mở đầu với sự kiện các cậu bé đến hòn đảo sau khi máy bay của chúng bị bắn rơi trong Chiến tranh thế giới thứ ba, một cuộc chiến tranh hạt nhân. Các nhân vật đa số là học sinh bình thường, và cũng có một nhóm đồng ca nam. Hầu như chúng chưa từng gặp nhau trước đây. Cuốn sách nói về những cậu bé được giáo dục tốt trở nên man rợ trong tình cảnh bị bỏ lại trên một hòn đảo hoang dã, cách xa nền văn minh hiện đại, thoái lui về thời nguyên thủy.

## Nội dung
Trong cuộc di tản thời chiến, một chiếc máy bay của Anh đã bị rơi trên hoặc gần một hòn đảo bị cô lập ở một vùng xa xôi của Thái Bình Dương. Những người sống sót duy nhất là những cậu bé nhỏ tuổi và các cậu tuổi vị thành niên. Hai cậu bé—Ralph tóc vàng và một cậu bé béo phì, đeo kính cận có biệt danh là "Piggy"—tìm một chiếc tù và bằng vỏ ốc, vật mà Ralph dùng để triệu tập tất cả những đứa trẻ sống sót đến một khu tập trung. Ralph lạc quan, tin rằng những người lớn sẽ đến giải cứu nhưng Piggy thấy cần phải ("thực hiện các công việc quan trọng nhất trước và cần phải hành động đúng đắn") và sống có tổ chức. Bởi vì Ralph tạo ấn tượng với cái tù và nên nhanh chóng được bầu làm "thủ lĩnh". Cậu không nhận được phiếu bầu của các thành viên trong dàn đồng ca nam do Jack Merridew tóc đỏ dẫn đầu, mặc dù sau đó cậu cho phép nhóm đồng ca thành lập một nhóm thợ săn. Ralph lập ra ba chính sách chính: vui chơi, sống sót và liên tục duy trì khói nhằm mục đích kêu cứu các tàu đi qua và giải thoát nhóm trẻ. Các cậu bé xây dựng một kiểu dân chủ bằng cách tuyên bố rằng bất kỳ ai cầm tù và cũng sẽ có thể phát biểu tại các cuộc họp chính thức và nhận được sự chú ý, im lặng của những người còn lại.
Jack dẫn đầu nhóm đi săn có nhiệm vụ khám phá nguồn thức ăn. Ralph, Jack, và một cậu bé ít nói, mơ mộng tên là Simon sớm tạo thành một bộ ba thủ lĩnh với Ralph là người có quyền lực nhất. Khi kiểm tra hòn đảo, cả ba nhận ra rằng hòn đảo có trái cây và lợn rừng để làm thực phẩm. Các cậu cũng sử dụng kính của Piggy để tạo ra ngọn lửa. Dù là người bạn tâm giao thực sự và duy nhất của Ralph, Piggy nhanh chóng bị bạn của mình ruồng bỏ và trở thành trò cười của những cậu bé khác. Simon, ngoài việc giám sát xây dựng lều ở, bản năng cậu cảm thấy cần phải bảo vệ các "littlun" (những cậu bé nhỏ tuổi).
Tính trật tự rõ ràng nhanh chóng xấu đi khi phần lớn các cậu bé trở nên nhàn rỗi; chúng hỗ trợ rất ít trong việc xây dựng những nơi trú ẩn, dành thời gian để vui chơi và bắt đầu trở nên mắc chứng hoang tưởng ảo giác về hòn đảo. Chứng hoang tưởng làm cho chúng bắt đầu tin rằng có một con quái vật (mà chúng gọi là "quái thú") tồn tại trên đảo. Ralph khẳng định rằng không có con quái vật nào tồn tại, nhưng Jack, người đã bắt đầu cuộc tranh giành quyền lực với Ralph, đã giành được quyền kiểm soát nhóm bằng cách mạnh dạn hứa sẽ giết sinh vật đó. Tại một thời điểm, Jack triệu tập tất cả các thợ săn của mình để săn lùng một con lợn rừng, lấy cả những cậu bé được giao nhiệm vụ duy trì ngọn lửa tín hiệu. Một con tàu đi ngang qua hòn đảo, nhưng không có tín hiệu khói để kêu cứu thủy thủ đoàn của con tàu, con tàu vẫn tiếp tục đi mà không dừng lại. Ralph tức giận với Jack về việc cậu ta không duy trì được tín hiệu; trong cơn bực bội, Jack đã hành hung Piggy, làm vỡ một tròng kính của kính cậu. Các chàng trai sau đó đã tận hưởng bữa tiệc đầu tiên của họ. Tức giận vì thất bại trong việc kêu cứu những người giải cứu tiềm năng, Ralph cân nhắc từ bỏ vị trí lãnh đạo của mình, nhưng Piggy thuyết phục không làm như vậy, cả hai đều hiểu tầm quan trọng của Ralph và lo sợ những gì sẽ xảy ra với cậu nếu Jack hoàn toàn nắm quyền kiểm soát.
Một đêm, một trận chiến trên không xảy ra gần hòn đảo trong khi các cậu bé đang ngủ, một phi công chiến đấu thoát khỏi máy bay của anh ta và chết trong lúc hạ cánh. Cơ thể của anh rơi xuống hòn đảo cùng dù bay và vướng vào một cái cây gần đỉnh núi. Sau đó, trong khi Jack tiếp tục âm mưu chống lại Ralph, cặp song sinh Sam và Eric, giờ được giao nhiệm vụ duy trì lửa tín hiệu, nhìn thấy xác của phi công chiến đấu và chiếc dù trong bóng tối. Tưởng nhầm xác chết với con quái vật, chúng chạy đến đám lều mà Ralph và Simon đã dựng lên, để cảnh báo những người khác. Chuyện này một lần nữa làm nảy sinh căng thẳng giữa Jack và Ralph. Ngay sau đó, Jack quyết định dẫn một nhóm đến phía bên kia của hòn đảo, nơi có một ngọn núi đá, sau này được gọi là Tháp Đá, nơi mà cậu cho rằng con quái vật đang cư trú. Chỉ có Ralph và một cậu bé đáng ngờ trầm lặng, Roger, người ủng hộ thân cận nhất của Jack, đồng ý đi; Ralph quay lại ngay trước hai cậu bé khác nhưng cuối cùng cả ba đều nhìn thấy người nhảy dù. Sau đó, chúng bỏ trốn, bây giờ tin rằng con quái vật là có thật. Khi chúng đến nơi trú ẩn, Jack kêu gọi một nhóm các đứa trẻ và cố gắng chống lại Ralph, yêu cầu Ralph từ chức thủ lĩnh. Không nhận được sự hỗ trợ nào, Jack xông pha một mình để thành lập bộ tộc của riêng mình. Roger ngay lập tức lẻn đến tham gia cùng Jack, và dần dần số lượng các cậu bé lớn hơn từ bỏ Ralph để gia nhập bộ tộc của Jack. Bộ lạc của Jack tiếp tục thu hút những tân binh bằng cách hứa hẹn những bữa tiệc thịt heo. Các thành viên bắt đầu vẽ mặt và thực hiện các nghi thức kỳ quái, bao gồm cả việc hiến tế cho con thú. Một đêm, Ralph và Piggy quyết định đi dự một trong những bữa tiệc của Jack.
Simon thường xuyên bị ngất xỉu và bị động kinh, vì vậy cậu thường đến ở một mình ở một nơi ẩn náu bí mật. Một ngày nọ khi cậu ở đó, Jack và những đúa trẻ theo bộ lạc dựng lên một vật cúng dường cho quái thú ở gần đó: một cái đầu của con lợn, được gắn trên một cây gậy được mài sắc và chẳng bao lâu sau bầy ruồi ăn xác thối bu đến. Simon nói chuyện trong sự tưởng tượng với  "Chúa ruồi" (là cái đầu lợn bu quanh bởi bầy ruồi) và bị "Chúa Ruồi" chế nhạo quan điểm con quái thú là một thực thể có thật, đồng thời nó tiết lộ một sự thật, "thứ mà bạn có thể săn và giết": chính những cậu bé mới là những con quái thú, và con quái thú ở bên trong tất cả chúng. Chúa Ruồi cũng cảnh báo Simon rằng cậu đang gặp nguy hiểm, bởi vì cậu ta đại diện cho linh hồn của con người, và dự đoán rằng cậu sẽ bị giết. Simon leo núi một mình và phát hiện ra "quái thú" chính là người nhảy dù đã chết. Cậu vội vàng chạy xuống để nói với các cậu bé khác, nơi chúng đang tham gia vào một nghi lễ nhảy múa. Các cậu bé điên cuồng nhầm Simon với quái thú, tấn công cậu và đánh cậu đến chết. Cả Ralph và Piggy đều tham gia vào trận hỗn chiến, và họ trở nên vô cùng lo lắng về hành động của mình sau khi trở về.
Jack và nhóm nổi dậy quyết định rằng biểu tượng quyền lực thực sự trên đảo không phải là tù và vỏ ốc mà chính là kính của Piggy - phương tiện duy nhất để nhóm lửa. Chúng đột kích trại của Ralph, cướp cặp kính. Ralph, giờ đã bị bỏ rơi bởi hầu hết những người ủng hộ, đến Tháp Đá để đối đầu với Jack và lấy lại chiếc kính. Mang theo chiếc tù và chỉ đi cùng với Piggy, Sam và Eric, Ralph tìm thấy bộ lạc và yêu cầu chúng trả lại đồ. Hoàn toàn phủ nhận quyền lực của Ralph, bộ tộc bắt giữ và trói cặp song sinh dưới sự chỉ huy của Jack. Ralph và Jack tham gia vào một cuộc chiến mà cả hai đều không thắng, Piggy la hét. Roger, cố tình làm rơi một tảng đá từ trên cao, giết chết Piggy và làm vỡ tù và. Ralph trốn thoát được, nhưng Sam và Eric bị Roger tra tấn cho đến khi chúng đồng ý gia nhập bộ tộc của Jack.
Ralph bí mật gặp Sam và Eric, chúng cảnh báo rằng Jack và Roger ghét cậu, trong khi Roger đã mài một cây gậy ở cả hai đầu, ý rằng bộ tộc định săn cậu như săn lợn và chặt đầu cậu. Sáng hôm sau, Jack ra lệnh cho bộ lạc của mình bắt đầu một cuộc săn lùng Ralph. Jack phóng hỏa khu rừng trong khi Ralph cân nhắc những lựa chọn để tồn tại trong sự tuyệt vọng. Sau một cuộc rượt đuổi dài, hầu hết hòn đảo bị thiêu rụi trong biển lửa. Trong lúc chạy do bị rượt đuổi sát nút bởi những thợ săn, Ralph ngã. Cậu nhìn lên thấy một người trưởng thành mặc đồng phục—một sĩ quan hải quân Anh từ một tàu tuần dương đi đến hòn đảo để điều tra về vụ cháy. Ralph bật khóc trước cái chết của Piggy và "cái chết của sự ngây thơ". Jack và những cậu bé khác, bẩn thỉu và nhếch nhác, cũng trở về tuổi thật của mình và bật ra tiếng nức nở. Viên sĩ quan bày tỏ sự thất vọng của mình khi thấy các cậu bé Anh thể hiện hành vi hoang dã, hiếu chiến như vậy trước khi quay sang nhìn chằm chằm vào tàu chiến của mình một cách lúng túng.

## Chủ đề
Chủ đề trung tâm của cuốn truyện là xung đột mâu thuẫn của con người đối với nền văn minh và tổ chức xã hội—sống theo quy tắc, hòa bình và hài hòa—và hướng tới ý chí quyền lực. Bao gồm sự căng thẳng giữa suy nghĩ nhóm và tính cá nhân, giữa phản ứng lý trí và cảm xúc, và giữa đạo đức và sự vô luân. Những điều này diễn ra như thế nào và những người khác nhau cảm thấy ảnh hưởng của họ như thế nào đã tạo thành một ẩn ý chính của Chúa Ruồi, với các chủ đề trọng tâm được đề cập trong một bài tiểu luận của nhà phê bình văn học người Mỹ Harold Bloom. Tên "Chúa Ruồi" là bản dịch theo nghĩa đen của Beelzebub.

## Đón nhận
Cuốn sách ban đầu có tựa đề Stranger from Within đã bị một độc giả, cô Perkins từ nhà xuất bản Faber và Faber có trụ sở tại London, từ chối vì cho rằng đây là một cuốn sách [có nội dung] "rác rưởi và vô nghĩa". Tiêu đề được coi là "quá trừu tượng và quá rõ ràng". Sau khi được đánh giá thêm, cuốn sách cuối cùng đã được xuất bản với tên gọi Chúa Ruồi.
Một bước ngoặt xảy ra khi E. M. Forster chọn Chúa Ruồi là "cuốn tiểu thuyết xuất sắc của năm." Các bài đánh giá khác mô tả nó là "không chỉ là một cuộc phiêu lưu hạng nhất mà còn là một câu chuyện ngụ ngôn của thời đại chúng ta". Vào tháng 2 năm 1960, Floyd C. Gale của Galaxy Science Fiction đánh giá Chúa Ruồi năm sao trên năm sao, nói rằng "Golding vẽ nên một bức tranh thực sự đáng sợ về sự suy tàn của một xã hội nhỏ bé ... Nó đang trên đường trở thành một tác phẩm kinh điển hiện đại".
—Robert McCrum, The Guardian.
Trong cuốn sách Moral Minds: How Nature Desigrate Our Universal Sense of Right and Wrong, Marc D. Hauser đã nói về Chúa Ruồi của Golding như sau: "Cuốn tiểu thuyết hấp dẫn này, đang là tác phẩm tiêu chuẩn trong hầu hết các khóa học giới thiệu văn học Anh, nên là bài đọc chuẩn trong sinh học, kinh tế học, tâm lý học và triết học."
Lập trường của Chúa Ruồi đối với các chủ đề vốn đã gây tranh cãi về bản chất con người và phúc lợi cá nhân so với lợi ích chung đã giúp nó có được vị trí 68 trong danh sách 100 cuốn sách bị thách thức thường xuyên nhất của Hiệp hội Thư viện Hoa Kỳ giai đoạn 1990–1999. Cuốn sách đã bị chỉ trích là "yếm thế" và miêu tả loài người chỉ là "những sinh vật ích kỷ". Một sự kiện thực tế từ năm 1965 khi một nhóm học sinh đi thuyền đánh cá từ Tonga bị một cơn bão và bị cuốn vào hòn đảo hoang ʻAta, và bị mọi người ở Nuku'alofa cho rằng đã chết. Không chỉ tồn tại được hơn 15 tháng, nhóm học sinh này còn "lập được một công xã nhỏ với vườn lương thực, những thân cây rỗng để chứa nước mưa, một sân tập thể dục với những quả tạ, một sân cầu lông, chuồng gà và một ngọn lửa thường trực, tất cả nhờ khả năng thực hiện công việc cách thủ công, với sự góp sức của một lưỡi dao cũ và nhiều quyết tâm". Kết quả là khi thuyền trưởng Peter Warner tìm thấy họ, họ có sức khỏe và tinh thần rất tốt. Nhà sử học Hà Lan Rutger Bregman, theo sự kiện này, đã nói ý tưởng của Golding là phi thực tế.
- Chúa Ruồi đã được trao một vị trí trong cả hai danh sách 100 Tiểu thuyết hay nhất của Thư viện Hiện đại, đạt vị trí 41 trong danh sách của biên tập viên và 25 trong danh sách của độc giả.[20]
- Năm 2003, cuốn tiểu thuyết được xếp hạng 70 trong cuộc khảo sát của BBC The Big Read.[21]
- Năm 2005, cuốn tiểu thuyết được tạp chí Time bình chọn là một trong 100 tiểu thuyết tiếng Anh hay nhất từ năm 1923 đến 2005. Time cũng đưa cuốn tiểu thuyết vào danh sách 100 cuốn sách dành cho thanh thiếu niên hay nhất mọi thời đại.[22][23]

Phổ biến ở các trường học, đặc biệt là ở nước nói tiếng Anh, một cuộc thăm dò ở Vương quốc Anh năm 2016 cho thấy Chúa Ruồi xếp thứ ba trong các cuốn sách được yêu thích tại các trường học của quốc gia, chỉ sau Trại súc vật của George Orwell và Great Expectations của Charles Dickens.
Vào ngày 5 tháng 11 năm 2019, BBC News đã đưa Chúa Ruồi vào danh sách 100 tiểu thuyết có ảnh hưởng nhất.

## Chuyển thể

### Phim
Đã có ba bộ phim chuyển thể dựa trên cuốn sách:
- Lord of the Flies (1963), do Peter Brook đạo diễn
- Alkitrang Dugo (1975), một bộ phim Philippines, do Lupita A. Concio đạo diễn
- Lord of the Flies (1990), do Harry Hook làm đạo diễn

Bản chuyển thể thứ tư, với sự góp mặt của dàn diễn viên toàn nữ, đã được Warner Bros. công bố vào tháng 8 năm 2017, nhưng sau đó đã không được tiếp tục. Vào tháng 7 năm 2019, đạo diễn Luca Guadagnino được cho là đang đàm phán cho một phiên bản diễn viên thông thường. Ladyworld, một bộ phim chuyển thể với nhân sự toàn nữ, được phát hành vào năm 2018.

### Sân khấu
Nigel Williams đã chuyển thể tiểu thuyết cho sân khấu. Nó được ra mắt bởi Royal Shakespeare Company vào tháng 7 năm 1996. Pilot Theater Company đã lưu diễn rộng rãi ở Vương quốc Anh và các nơi khác.
Vào tháng 10 năm 2014, các nhà sản xuất tuyên bố phiên bản sản xuất trong năm 2011 của Lord of the Flies sẽ trở lại để kết thúc mùa giải 2015 tại Nhà hát Regent's Park Open Air Theater trước chuyến lưu diễn lớn của Vương quốc Anh. Lần diễn này được chỉ đạo bởi Giám đốc nghệ thuật Timothy Sheader, người đã giành được Giải thưởng bản làm lại tốt nhất của Giải thưởng Whatsonstage.com cho tác phẩm Giết con chim nhại.

### Radio
Vào tháng 6 năm 2013, BBC Radio 4 Extra đã phát sóng một đoạn kịch của Judith Adams trong bốn tập phim dài 30 phút do Sasha Yevtushenko đạo diễn. Dàn diễn viên bao gồm Ruth Wilson trong vai "Người kể chuyện", Finn Bennett trong vai "Ralph", Richard Linnel trong vai "Jack", Caspar Hilton-Hilley trong vai "Piggy" và Jack Caine trong vai "Simon".
1. Lửa trên núi
2. Vẽ mặt
3. Quái vật từ không trung
4. Món quà dành cho bóng tối

## Ảnh hưởng
Nhiều nhà văn đã mượn các yếu tố cốt truyện từ Chúa Ruồi. Vào đầu những năm 1960, nhiều trường học và đại học đã yêu cầu học sinh đọc sách này.

### Văn học
Tác giả Stephen King sử dụng cái tên Tháp Đá, lấy tên từ pháo đài trên núi trong Chúa Ruồi, như một thị trấn hư cấu đã xuất hiện trong một số tiểu thuyết của ông. Cuốn sách xuất hiện nổi bật trong các tiểu thuyết Hearts in Atlantis (1999), Misery (1987) và Cujo (1981) của ông.
King đã viết lời giới thiệu cho một ấn bản mới của Chúa Ruồi (2011) để đánh dấu một trăm năm ngày sinh của William Golding vào năm 1911.
Thị trấn hư cấu Tháp Đá của King đã truyền cảm hứng cho tên của công ty sản xuất đã từng làm bộ phim Chúa Ruồi (1990) của Rob Reiner. Công ty này mang tên Castle Rock Entertainment.

### Âm nhạc
Iron Maiden đã viết một bài hát lấy cảm hứng từ cuốn sách, nằm trong album The X Factor năm 1995.
Ban nhạc indie pop / alternative rock Philipines The Camerawalls có một bài hát mang tên "Lord of the Flies" trong album Pocket Guide to the Otherworld năm 2008.

## Các phiên bản
- Golding, William (1958) [1954]. Lord of the Flies . Boston: Faber & Faber.